# 原鹿县
原鹿县，中国古县名。
三国曹魏改鹿侯国置，治所在今安徽省阜南县南。属汝南郡。晋朝改属汝阴郡。南朝宋废。 